# Pseudocollix
Pseudocollix là một chi bướm đêm thuộc họ Geometridae.

## Các loài
- Pseudocollix hyperythra (Hampson, 1895)
- Pseudocollix kawamurai (Inoue, 1972)